# Дуглас, Норман
Джордж Норман Дуглас (англ. George Norman Douglas, 8 декабря 1868, Тюринген, Австро-Венгрия (ныне — земля Форарльберг) — 7 февраля 1952, Капри) — английский прозаик.

## Биография
Из зажиточной и знатной семьи, отец — шотландец, владелец ткацкой фабрики, мать — немецкая дворянка. Родился на вилле семьи в Австрии. В шестилетнем возрасте потерял отца, воспитывался в отцовском доме в Шотландии. Учился в Великобритании (1877—1883) и Германии (1883—1889, Карлсруэ). Начинал как дипломат в Санкт-Петербурге (1893), но по причинам, оставшимся неизвестными, вскоре ушёл в отставку. Был женат на собственной кузине, имел двоих сыновей, но отличался гомосексуальными наклонностями, из-за этого его жизнь сопровождали скандалы. Жил в Неаполе, на Капри, в Лондоне и Флоренции, занимался литературой, сотрудничал с английскими журналами. Был близко знаком с Д. Г. Лоуренсом, но рассорился с ним после того, как обнаружил свой портрет в одном из героев лоуренсовского романа «Посох Аарона» (1922). Дружил с Грэмом Грином. Годы Второй мировой войны провёл в Великобритании, в 1946 году вернулся на Капри, где и умер.

## Творчество
Славу Дугласу принёс сатирический роман «Южный ветер» (1917), тему которого подсказал автору Джозеф Конрад и который высоко ценил, среди других, Набоков. Грэм Грин писал, что его поколение выросло на «Южном ветре», однако сам Дуглас выше всего ставил свои книги заметок о путешествиях по Греции, Австрии, Италии, Северной Африке, Индии и другим странам, которые, среди прочего, открыли нескольким поколениям англичан итальянский Юг. Нередко публиковался под псевдонимами.

## Публикации на русском языке
- [lib.ru/ILIN/douglas.txt Южный ветер]. / Пер. Сергея Ильина. — М.: Б. С. Г.-Пресс, 2004.